# Marcel Mendes-Dudziński
Marcel Mendes-Dudziński (Szczecin, Polonia, 14 de mayo de 2005) es un futbolista polaco que juega de portero en el Legia de Varsovia de la Ekstraklasa.

## Trayectoria
Marcel Mendes-Dudziński nació en Szczecin, capital del voivodato de Pomerania Occidental, hijo de padre brasileño y madre polaca. Comenzó a jugar a fútbol a la edad de cinco años, en los alevines de varios clubes de Stargard antes de fichar por la cantera del Pogoń Szczecin en 2017. Tras graduarse en la academia del Pogoń, debutó como profesional con el segundo equipo Portowcy en la III Liga en 2021. Ese mismo año atrajo la atención del S. L. Benfica portugués, marchándose a Lisboa para continuar su formación como guardameta en el equipo filial. Durante su estadía en Portugal, Marcel fue convocado por la selección polaca sub-16, sub-17 (de la que ejerció como capitán), sub-18 y sub-19. El 3 de julio de 2024 se anunció su fichaje por el Legia de Varsovia de la Ekstraklasa, firmando hasta mayo de 2028.
El estilo de juego de Mendes-Dudziński ha sido comparado con el del internacional camerunés André Onana. Marcel considera al internacional brasileño Ederson su ídolo y principal referencia futbolística.

## Palmarés

### Títulos nacionales
| Título          | Club              | País    | Año  |
| --------------- | ----------------- | ------- | ---- |
| Copa de Polonia | Legia de Varsovia | Polonia | 2025 |